# 蘭寧利
蘭寧利（1945年9月3日—），中華民國海軍中將、政治評論員，臺灣高雄市人，籍貫河北，生於南京，畢業於高雄中學高中部、海軍官校正56年班，現任國家政策研究基金會政策委員，曾任海軍總部副參謀長、海軍124艦隊長、參謀本部情次室處長、海軍反潛作戰指揮部參謀長、海軍總部情報署長等職，擅長於電腦兵棋，現役中將時曾為遠東航空128號班機劫機事件證人之一。

## 生平
其父為海軍軍官。蘭寧利在南京出生，因國共內戰，1946年，其父奉命搬遷海軍上海第二醫院至台灣左營，其全家隨行，乘峨嵋艦至台灣高雄。其家庭居於左營眷村，蘭寧利在此長大。在高雄中學畢業後，考取海軍官校。
其海軍戰術觀點認為多國香格里拉對話會上，美軍報告已經多年明顯指出不會為台獨作戰，台灣社會內部不斷的在相關概念設想上討論都是自欺欺人，沒有意義，同時須關注中國解放軍「目標獲得能力」的大幅進展，這是整個台灣社會與媒體從未觸及的一塊，也可能是過於高深而民眾無興趣，所以艦隊防空和反潛的演練是台灣長期廢弛不足領域，相關漢光演習還在重點推演反登陸作戰，觀念已經非常落伍。同時認為國軍的募兵制是重大戰略錯誤，是藍綠兩黨討好選舉的產物，募兵的結局就是潰不成軍最後只能向解放軍乞和。

## 言論事件

### 張鳳強事件痛批高華柱
2012年海軍168艦隊長張鳳強少將，在操演時率艦駛出防空識別區（ADIZ）通過與那國島，引起日本關切，國防部長高華柱一度以「操演越界，重大違紀」理由將張鳳強記大過調職，還要移交軍法調查，引發外界譁然。（之後軍中在輿論下改記小過，但是軍檢不起訴，也未調離艦隊長。直到第二年11月才調到左營，擔任海軍戰系工廠廠長，並於2017年12月30日服務滿40年光榮退伍。）蘭寧利等多位海軍退將，紛為張鳳強打抱不平，認為根本就是公海，過去經常在那邊走如今怎麼會變成違紀？是不是當局懼怕得罪日本已經到了怪異程度。

### 反軍人年改痛批民進黨
民進黨上台後針對軍公教刪砍福利作法，蘭寧利認為本質深層是對中華民國支持者的批鬥清算，與共產黨鬥地主心態一樣，兩蔣時代對於將領和軍人特殊照顧是有戰略考量，「知兵之將，民之司命，國家安危之主也。」一則激勵現職人員能安心無後顧之憂，再者鼓勵後進能有為者亦若是，實用心良苦。如今軍人被當成政治鬥爭內容，除了福利之外更嚴重是尊嚴與地位掃地，後進者也看在眼中，真正要戰死時還有誰會效命?難道要靠全不懂戰術軍事的綠營戰到最後一人。

### 慶富案
慶富獵雷艦案爆發時，蘭寧利認為國防部所謂翻修現有獵雷艦來了結，是混水摸魚作法。因為獵雷艦怕受到磁性水雷攻擊，船體都是木材或玻璃纖維，壽命不如一般鋼鐵。已經老朽的艦體如何翻修上面設備也是無用，真正開戰那天這些早已破敗的獵雷艦沒有戰力卻被納入戰力之中負責清除水雷，後果堪憂。

### 反海軍年曆痛批黃曙光
2018年海軍推出年曆，上面主打女性軍官以模特姿勢和髮型拍宣傳照，蘭寧利大表不滿痛批不倫不類不符軍規，披頭散髮如何在充滿機械的軍艦上活動，其中也有民間模特穿上軍裝冒充軍人拍照，像選美或秀場賣藝，其認為「討好和騙術只會換得更大的瞧不起」認為募兵來的都會是是弱不經風的媽寶。